# Ametrus
Ametrus is een geslacht van rechtvleugeligen uit de familie Gryllacrididae. De wetenschappelijke naam van dit geslacht is voor het eerst geldig gepubliceerd in 1888 door Brunner von Wattenwyl.

## Soorten
Het geslacht Ametrus omvat de volgende soorten:
- Ametrus crassipes Tepper, 1892
- Ametrus driffieldi Tepper, 1892
- Ametrus magareyi Tepper, 1892
- Ametrus tibialis Brunner von Wattenwyl, 1888